# Capsula di Bowman
La capsula di Bowman, o capsula glomerulare, è una parte del rene che prende il nome dal suo scopritore, William Bowman.

Glomerulo. La capsula di Bowman è visibile superiormente.

Corrisponde ad una porzione a fondo cieco del tubulo renale, invaginata a forma di calice per accogliere i capillari glomerulari del glomerulo renale. Le capsule di Bowman del rene si trovano nella sua zona corticale.
I fluidi che scorrono all'interno dei capillari glomerulari sono raccolti nel lume della capsula di Bowman (definito spazio capsulare o spazio urinario).
Da questa capsula si diparte il tubulo renale, diviso in tubulo prossimale, ansa di Henle e tubulo distale, che sbocca nel tubulo collettore. Quest'ultimo sfocia nel bacinetto renale situato nella parte concava del rene, dove rientra l'arteria renale ed esce la vena renale.

## Morfologia
La capsula glomerulare, nel rapportarsi con il glomerulo renale, determina due formazioni caratteristiche del corpuscolo renale:
- il polo vascolare, dove l'arteriola afferente (proveniente dalle arterie interlobulari) entra nell'invaginazione determinata dallo strato parietale della capsula di Bowman e l'arteriola efferente esce da quest'ultima.
- il polo urinario o polo tubulare, dove l'epitelio dello strato parietale della capsula di Bowman si continua con l'epitelio del tubulo contorto prossimale.

### Strato parietale o strato capsulare esterno
Lo strato parietale della capsula glomerulare è composto da un epitelio squamoso semplice, ed è costituito dalle cellule PEC (cellule epiteliali parietali). Non partecipa ai processi di filtrazione del plasma.

### Strato viscerale
Lo strato viscerale della capsula glomerulare è irregolare ed è composto dalle cellule viscerali epiteliali o podociti.